# Paul Van den Broeck
Paul Van den Broeck (* 18. September 1904 in Antwerpen; † 1. April 1972 ebenda) war ein belgischer Wintersportler (Bobsport und Eishockey) und Olympiateilnehmer von 1924. 
Gemeinsam mit Charles Mulder, René Mortiaux, Victor Verschueren und Henri Willems gewann Paul Van den Broeck im Bob Belgien I die Bronzemedaille bei den I. Olympischen Winterspielen 1924 in Chamonix, hinter der Schweizer und der britischen Mannschaft. Er nahm auch am Eishockey-Turnier teil, schied dort aber mit der belgischen Mannschaft in der Vorrunde aus.